# Дом 3: Шоу ужасов
«Дом ужасов» (иные названия «Дом 3: Шоу ужасов» и «Ужасное зрелище») — американский фильм ужасов 1989 года режиссёров Джеймса Исаака и Дэвида Блита, третья часть киносериала «Дом». Премьера фильма состоялась 28 апреля 1989 года. В США фильм собрал 1 738 897 долларов, из них в первый уик-энд проката — 773 348 долларов.

## Сюжет
Детектив Лукас МакКарти, долгое время пытавшийся поймать маньяка по прозвищу Мясоруб Макс, наконец-то его ловит и отправляет на электрический стул. Лукас наблюдает за приготовлениями к смертной казни из специальной комнаты, а в это время преступник проклинает Лукаса и всю его семью, обещая после смерти вернуться и отомстить. Немногим позже смертная казнь приводится в исполнение.
Проходит совсем немного времени, и в доме детектива Лукаса начинают происходить странные и сверхъестественные вещи, а самого Лукаса постоянно мучают кошмары. Вскоре выясняется, что Макс действительно вернулся в этот мир (уже в качестве призрака) и намерен исполнить своё проклятье.

## В ролях
- Лэнс Хенриксен — Детектив Лукас МакКарти
- Брайон Джеймс — Мясоруб Макс
- Рита Таггарт — Донна МакКарти
- Диди Пфайффер — Бонни МакКарти
- Арон Эйзенберг — Скотт МакКарти
- Том Брэй — Питер Кэмпбелл
- Мэтт Кларк — Доктор Тауэр
- Дэвид Оливер — Винни
- Терри Александер — Кейси
- Льюис Аркетт — Лейтенант Миллер
- Лоуренс Тирни — Уорден
- Элви Мур — Шили Сэйлсмэн

## Производство
Фильм получил название The Horror Show, и изначально предполагалось, что он войдёт в серию «Дом», однако в ходе маркетинговой кампании фильм позиционировался как отдельно стоящий, поскольку продюсеры сочли, что он значительно более напряжённый, нежели наполненные комедийными элементами предыдущие фильмы серии («Дом», «Дом 2: Проклятая обитель»), и не связан с ними сюжетно.
Под именем Алан Смити выступил сценарист Эллин Уорнер (Allyn Warner).